# Yuriy Pakhlyayev
Yuriy Pakhlyayev (né le 20 décembre 1974) est un athlète kazakh, spécialiste du saut en hauteur.

## Biographie
Il remporte la médaille d'or du saut en hauteur lors des championnats d'Asie 2000, à Djakarta, avec la marque de 2,23 m, et s'adjuge par ailleurs le titre des championnats d'Asie en salle de 2004.

### Palmarès
| Date | Compétition                  | Lieu     | Résultat | Épreuve         | Performance |
| ---- | ---------------------------- | -------- | -------- | --------------- | ----------- |
| 2000 | Championnats d'Asie          | Djakarta | 1er      | Saut en hauteur | 2,23 m      |
| 2001 | Jeux de l'Asie de l'Est      | Osaka    | 3e       | Saut en hauteur | 2,15 m      |
| 2004 | Championnats d'Asie en salle | Téhéran  | 1er      | Saut en hauteur | 2,23 m      |

### Records
| Épreuve         | Performance | Lieu   | Date            |
| --------------- | ----------- | ------ | --------------- |
| Saut en hauteur | 2,26 m      | Almaty | 15 juillet 2000 |